# Pedro Rodríguez (ciclista)
Pedro Rodríguez (nascido em 12 de fevereiro de 1950) é um ex-ciclista olímpico cubano. Representou sua nação em dois eventos nos Jogos Olímpicos de Verão de 1972.